# 奈安瓜鎮區 (密蘇里州康登縣)
奈安瓜鎮區（英語：Niangua Township）是位於美國密蘇里州康登縣的一個行政鎮區。

## 地方資料
奈安瓜鎮區的面積為53.62平方千米，當中陸地面積為44.91平方千米，而水域面積為8.71平方千米。根據2020年美國人口普查的數據，當地共有人口2590人，而人口密度為每平方千米48.3人。